# Geografía de Vietnam
La geografía de Vietnam o de la República Socialista de Vietnam trata del relieve, hidrología y clima de este país que cuenta con una extensión de 333.000 km² y más de 96 millones de habitantes. 
Limita al norte con China, al oeste con Laos (mitad norte) y Camboya (mitad sur) y es bañado por el Mar de la China Meridional al este y al sur. El relieve es muy montañoso y accidentado.
Los dos cursos de agua dulce más importantes son los ríos Rojo, al norte, y Mekong, al sur, en sus deltas se aloja la mayor parte de la población.
El río Rojo fluye directamente hacia el sureste desde las regiones montañosas del noreste, mientras que el Mekong fluye por un trazado irregular desde Camboya y desemboca en el mar de la China Meridional. Ambos ríos han sido encauzados para evitar los posibles daños ocasionados por las crecidas.

## Relieve
Vietnam se divide a grandes rasgos en las zonas montañosas y el delta del río Rojo en el norte, y en las montañas del sur, conocidas como altiplano central, las tierras bajas costeras y el delta del río Mekong en el sur. 

### Delta del río Rojo

Regiones de Vietnam

El delta del río Rojo es una región triangular de 15 000 km² intensamente cultivada y más densamente poblada que el delta del río Mekong. Formado en el golfo de Tonkin por los depósitos aluviales dejados por los ríos a lo largo de milenios, el delta avanza un centenar de metros en el golfo anualmente. Es la patria ancestral de la etnia vietnamita, y allí se concentraba el 70 % de la agricultura y el 80 % de la industria de Vietnam del Norte antes de 1975.
El río Rojo, que nace en la provincia china de Yunnan, tiene 1200 km de longitud. Sus dos principales tributarios, el río Negro y el río Lô, contribuyen a su gran volumen de agua, unos 4300 m³/s. La región entera del delta, a los pies de las montañas boscosas, no supera los 3 m sobre el nivel del mar, uy gran parte tiene 1 m o menos. El área está sometida a frecuentes inundaciones, y en algunos lugares las marcas del agua alcanzan los 14 metros. Durante siglos, el control de las inundaciones ha formado parte de la cultura del lugar, y se ha construido un extenso sistema de diques y canales para controlar las crecidas y mantener el cultivo del arroz. Siguiendo el modelo chino, se ha conseguido una alta densidad de población y una doble cosecha de arroz en más de la mitad de la región.

### Montañas del norte
Las montañas y mesetas del norte y noroeste están habitadas por grupos tribales minoritarios. La cordillera Annamita se origina en el noroeste de China, tiene más de 1100 km de longitud y forma la frontera vietnamita con Laos. Termina en el delta del río Mekong, al norte de Ho Chi Minh.
La parte central de estas montañas, que poseen varias mesetas, son irregulares en altura y forma. La zona norte es estrecha y muy agreste; el pico más alto del país, Fansipan (3.143 m), se encuentra en el extremo noroeste. La porción sur tiene numerosas estribaciones que dividen la estrecha franja costera en una serie de compartimentos. Durante siglos, estas características topográficas han dificultado las comunicaciones y formado una barrera natural para evitar la mezcla con las poblaciones de la cuenca del río Mekong.

### Altiplano central
Dentro de la porción meridional de Vietnam hay una meseta conocida como Altiplano central que tiene aproximadamente 51.800 km² de abruptos picos montañosos, extensos bosques y ricos suelos. Comprende 5 mesetas relativamente llanas de suelo basáltico que se extienden por las provincias de Đắk Lắk, Gia Lai y Kon Tum y abarcan un 16 por ciento del suelo cultivable y un 22 por ciento de los bosques del país. Hasta 1975, Vietnam del Norte consideraba el Altiplano central y la cordillera Annamita áreas estratégicas de gran importancia esenciales no solo para el dominio de Vietnam del Sur sino también de parte del sur de Indochina. Desde 1975, el altiplano ha servido para recolocar a población procedente de las superpobladas zonas bajas.

### Llanura costera
Una estrecha y llana franja costera se extiende desde el delta del río Rojo hasta el delta del río Mekong. En la zona interior, las montañas se precipitan sobre la costa, llegando en algunos casos hasta el mar. Esta estrecha franja es muy fértil y se cultiva intensamente con arroz.

### Delta del río Mekong
El delta del río Mekong cubre un área de 40 000 km²; es una extensa planicie de no más de 3 m sobre el nivel del mar, atravesada por ríos y canales. Los sedimentos arrastrados por las distintas ramas y afluentes del río Mekong hacen avanzar el delta de 6 a 8 m por año. Se calcula que afluyen mil millones de metros cúbicos de sedimentos, unas trece veces la cantidad depositada por el río Rojo. Unos 10 000 km² del delta están cultivados con arroz, uno de los mayores arrozales del mundo. El extremo sur, conocido como provincia o península de Ca Mau está cubierto por una densa jungla y manglares pantanosos.
El río Mekong tiene 4220 km de longitud. Nace en el Tíbet y forma frontera entre Laos y Birmania, luego entre Laos y Tailandia y después atraviesa Camboya. En Nom Pen se funde con el río procedente del lago Tonlé Sap, del mismo nombre, y se divide en dos ramales, el río Hậu Giang, conocido como río Bassac en Camboya, y el río Tiền, luego atraviesa el sur de Camboya y sigue la cuenca del Mekong hasta desembocar en el mar del Sur de la China a través de nueve canales bocas conocidas como  los nueve dragones (Cửu Long). El río es muy legamoso, pero es navegable para embarcaciones de poco calado desde la ciudad de Kompung Cham. El río Tonlé Sap que se une al Mekong en Nom Pen actúa de embalse natural para estabilizar las crecidas, ya que cuando el Mekong viene muy crecido y el delta no puede asumir la enorme cantidad de agua, esta fluye hacia atrás hacia el lago de Tonlé Sap e inunda una zona de 10 000 km². Cuando baja la inundación, el agua del lago vuelve a fluir hacia el Mekong. Este efecto reduce las inundaciones que causaría el Mekong, que aun así inunda los campos que lo rodean con 2 m de agua.

## Clima

Mapa de Köppen de climas de Vietnam. En verde claro, subtropical húmedo; en azul claro, tropical de sabana, y en azul oscuro, monzónico.

En Vietnam se pueden encontrar tres tipos de climas: el clima subtropical, en las regiones del norte y del interior; con inviernos secos y veranos húmedos. En las zonas central y suroriental predomina el clima monzónico, con altas temperaturas y precipitaciones muy abundantes. En el suroeste se dan dos estaciones bien diferenciadas, una húmeda y otra seca, aquí las temperaturas son más elevadas que en el norte. En Hanói (ciudad del norte del país) las temperaturas oscilan entre los 15 °C en enero y los 33 °C en julio, mientras que en Ciudad Ho Chi Minh (en el sur) las temperaturas oscilan entre los 21 °C en enero y los 30 °C en julio.
En el norte puede hacer frío. En Cao Bang, casi en la frontera con China, las media de enero oscilan entre 10.oC de mínima y 18.oC de máxima, pero en verano oscilan entre 24 y 32.oC, con una precipitación de 1415 mm, con extremos de 272 mm en junio y de 15 mm en enero, es decir, totalmente veraniegas. En Hanói caen 1675 mm, con menos de 30 mm entre diciembre y febrero y más de 200 mm entre junio y septiembre, con 320 mm en agosto. 
En las zonas montañosas hace más frío. En Sa Pa, a 1500 m de altitud, en enero oscilan entre 5.oC de mínima y 11.oC de máxima, y en verano entre 18 y 23.oC. En julio caen 467 mm, y a lo largo del año, una media de 2223 mm.
En el centro del país, el clima monzónico es más relevante, pero llueve sobre todo con la retirada del monzón veraniego, que provoca lluvias en octubre de hasta 680 mm. En Da Nang caen 2045 mm, con un máximo en octubre de 615 mm en 21 días, menos de 40 mm entre febrero y abril y más de 300 mm en septiembre y noviembre. El invierno se suaviza hacia el sur de la costa central y las lluvias aumentan. En la ciudad de Huế caen 500 mm en septiembre, 900 mm en octubre y 680 mm en noviembre, aunque es más normal el tiempo de Da Nang, con 2045 mm anuales, más de 600 mm en octubre, más de 300 mm en septiembre y noviembre, y menos de 100 mm entre enero y julio. Más al sur y hacia el interior, las lluvias se quedan, como en Pleiku, en 1870 mm, con una máxima de 300 mm en octubre.
En el sur, hace calor todo el año. En Ho Chi Min, en enero oscilan entre 21 y 32.oC, y en abril, antes de las lluvias, entre 26 y 35.oC de medias mínimas y máximas. Las lluvias son de 1930 mm anuales, con más de 200 mm entre mayo y octubre, y casi nada de lluvia entre enero y marzo.
Los tifones se producen entre el 20 de mayo y el 10 de diciembre, sobre todo en el norte, en el golfo de Tonkin y el delta del río Rojo.

## Recursos naturales

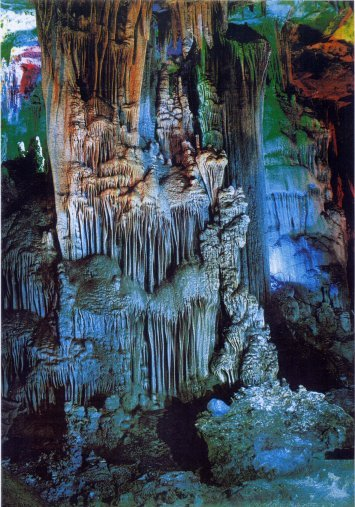
La cueva de Phong Nha, Patrimonio de la Humanidad.

En las tierras altas del norte del país hay minerales de gran valor, como hierro, antricta, zinc, cromo, estaño y apatito. 
Frente a la costa se han descubierto yacimientos de petróleo y gas natural. Además el 30 % del país está cubierto de bosques que albergan maderas de gran valor, pero el gobierno ha prohibido la exportación de maderas debido a que hasta finales del siglo XX se mantuvieron muy altas las tasas de deforestación anuales (1,4% durante 1990-1996) actualmente (1990-2000) esta tasa está en un -0,54% en parte causada por el cultivo de café.
Estos bosques albergan una gran variedad de especies que son aprovechadas por algunas tribus montañesas.
Los suelos del país son productivos en mayor y menor medida. En los deltas de los ríos Rojo y Mekong, los suelos son aluviales y muy ricos, mientras que los suelos de la meseta son más importantes debido a la excesiva lixiviación de los nutrientes del suelo producida por las abundantes precipitaciones.

## Datos geográficos

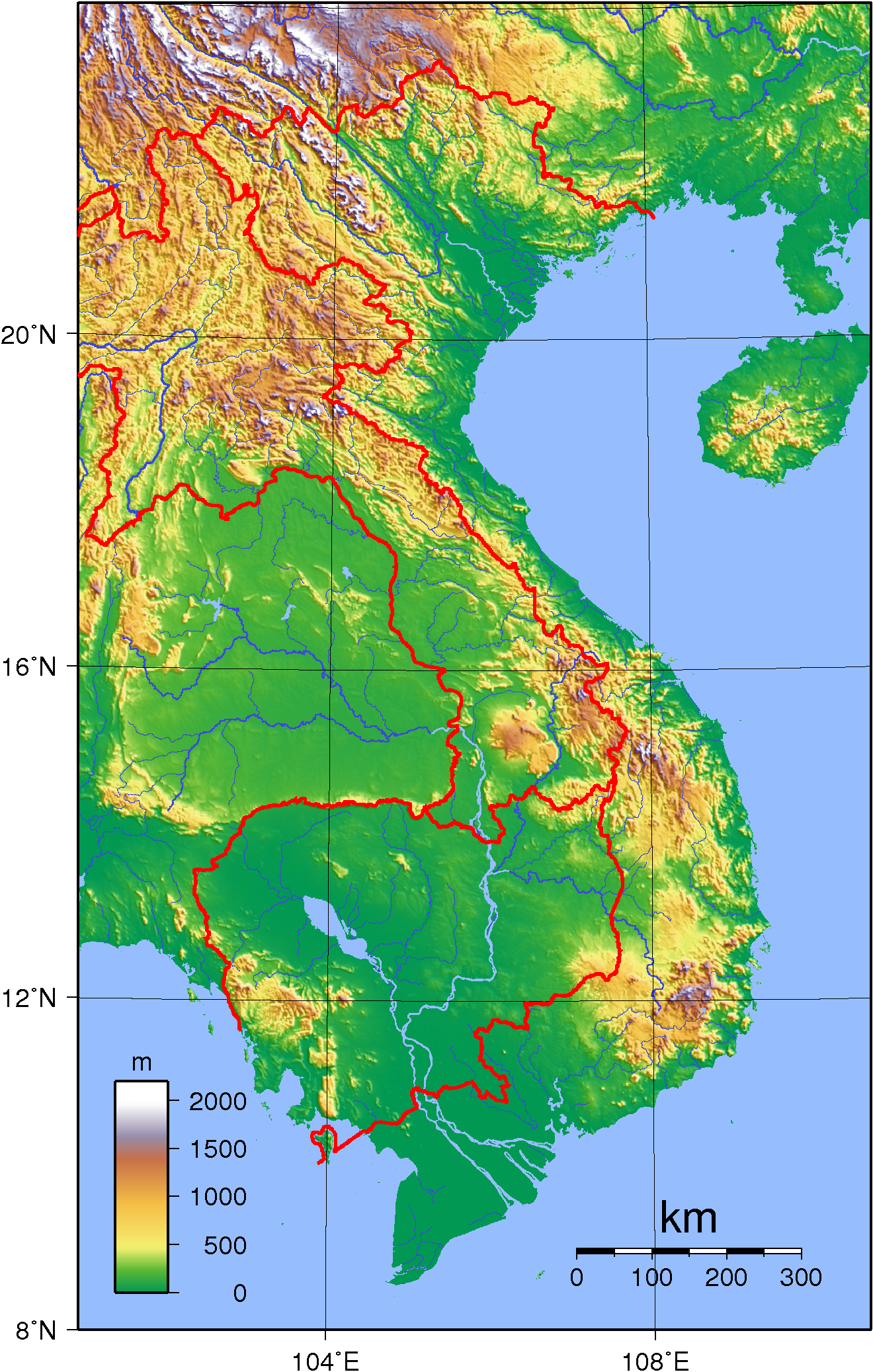
Mapa topográfico de Vietnam.

- Localización: Sudeste Asiático. Con costas en el Golfo de Tailandia, en el Golfo de Tonkín y el Mar de la China Meridional. Fronteras con Laos, Camboya y China.

- Coordenadas geográficas: 16 00 N, 106 00 E.

- Extensión territorial: 329,560km²

- Área comparativa: Algo mayor que el estado de Nuevo México. De tamaño similar a Alemania.

- Fronteras terrestres: 4,639km: Camboya 1,228km; China 1,281km; Laos 2,130km.

- Línea costera: 3,444km, no incluidas las islas.

- Clima: Tropical en el sur; Monzónico en el norte con calor en la Estación lluviosa (mayo a septiembre) y caliente durante la Estación seca (octubre a marzo).

- Extremos de elevación: Más alto: 3,144 m en el Fan Si Pan.

- Recursos naturales: Fosfatos, Carbón, Magnesio, Bauxita, reservas de Gas y Petróleo en las costas, bosques y Energía hidráulica.

- Peligros naturales: Huracanes (mayo a enero) con extensas lluvias, especialmente en el delta del Mekong.

## Áreas protegidas de Vietnam
En Vietnam hay 57 zonas protegidas reconocidas internacionalmente, que ocupan 24.994 km², el 7,58 por ciento de los aproximadamente 330.000 km² del país, así como 3.630 km² de áreas marinas, de los 647.232 km² que pertenecen a Vietnam. En este conjunto hay 15 parques nacionales, 21 reservas naturales y 21 lugares históricos y culturales. En Vietnam hay además 8 sitios Ramsar, humedales de importancia internacional, que cubren un total de 1.178 km². BirdLife International reconoce 62 IBAs (Important Bird Areas), que cubren un total de 16.420 km² y 835 especies de aves, de las que 328 son especies migratorias, 10 son endémicas y 59 son especies amenazadas.

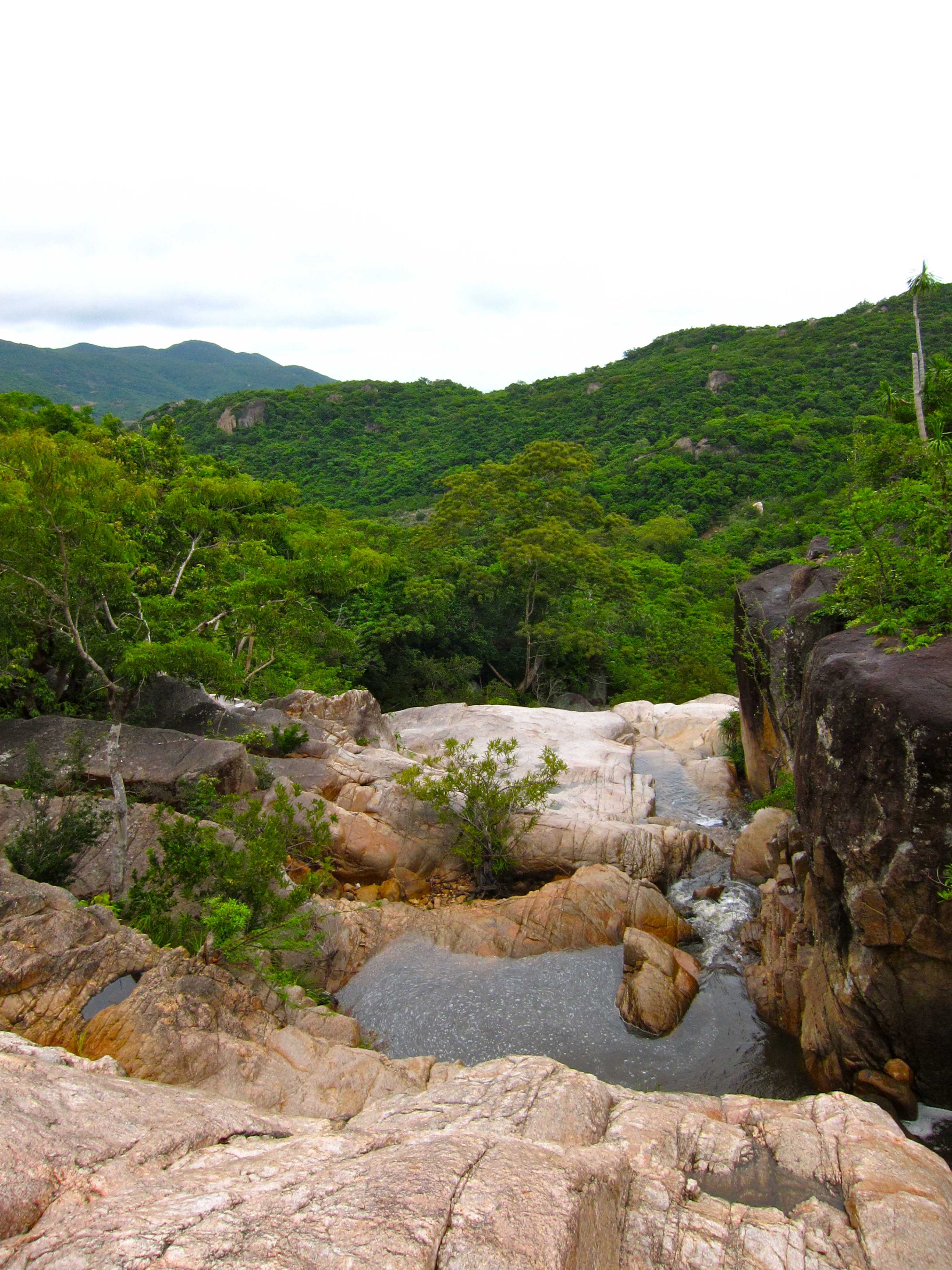
Río de Lo O, en el parque nacional de Núi Chúa.

### Parques nacionales reconocidos por la IUCN
- Parque nacional de Xuân Sơn, en la provincia de Phu Tho, en las montañas de Hoang Lien, al noroeste, con 150 km².
- Parque nacional de Kon Ka Kinh, en la provincia de Gia Lai, en la meseta de Kon Tum, 417 km². Bosque protegido desde 1986, entre 570 y 1748 m (pico de Kon Ka Kinh).
- Parque nacional de Phu Quoc, en la isla Phu Quoc, en la provincia de Kien Giang de la región del delta del río Mekong, con 314 km².
- Parque nacional de Cuc Phuong, en la provincia de Ninh Binh, en el delta del río Rojo, con 224 km².
- Parque nacional de Hoàng Liên, en la provincia de Lào Cai, al noroeste, en la cordillera de Hoang Lien Son, con  298 km².
- Parque nacional de Chư Yang Sin, en la provincia de Đắk Lắk, en el centro-sur, con 589 km².
- Parque nacional de Côn Đảo, en las islas de Côn Đảo, en la provincia de Bà Rịa-Vũng Tàu, al sudeste, con 150 km².
- Parque nacional de Ba Bể, en la provincia de Bắc Kạn, en Đông Bắc, al nordeste de Vietnam, con 100 km².
- Parque nacional de Bến En, en la provincia de Thanh Hóa, en el norte, al sur del delta del río Rojo, 147 km². Bosque primitivo, colinas, ríos y un lago de 3000 ha con 21 islotes.[6]
- Parque nacional de Vũ Quang, en la provincia de Ha Tinh, en el centro norte de Vietnam, con 550 km².
- Parque nacional de Cát Bà, patrimonio de la humanidad y reserva de la biosfera, en la isla de Cát Bà en la bahía de Ha-Long, al norte de Vietnam, en el golfo de Tonkin.
- Parque nacional Phong Nha-Kẻ Bàng, provincia de Quảng Bình, a unos 450 kilómetros al sur de Hanói, con 857 km².
- Parque nacional de Bạch Mã, en el centro de Vietnam, cerca de la ciudad de Hué, con 220 km².
- Parque nacional de Ba Vì, 48 km al oeste de Hanói, en la cordillera de Ba Vi, con 108 km².
- Parque nacional de Lò Gò-Xa Mát, en Dong Nam Bo, al sudeste de Vietnam, con 187 km².